# Apteria aphylla
Apteria aphylla (Nutt.) Barnhart ex Small – gatunek myko-heterotroficznych, ziemnopączkowych roślin bezzieleniowych z monotypowego rodzaju Apteria z rodziny trójżeńcowatych (Burmanniaceae), występujący w Ameryce, od południowych Stanów Zjednoczonych do Brazylii i Paragwaju. 
Nazwa naukowa rodzaju pochodzi od greckiego słowa πτερών (pteron – skrzydło, pierze), do którego dodano przedrostek α (a – bez). Epitet gatunkowy aphylla w języku łacińskim oznacza bezlistna. 

## Morfologia
ŁodygaPodziemne kłącze z nitkowatymi korzeniami, z którego wyrasta prosty, niekiedy rozgałęziony, często liliowy pęd naziemny, o długości od 3 do 27 cm.
LiścieLiście łodygowe, bezzieleniowe, białe lub liliowe, łuskowate do lancetowatych, o wymiarach 1,5–4×0,5–1,5 mm.
KwiatyKwiaty obupłciowe, 3-pręcikowe, szypułkowe, pojedyncze lub zebrane w 2–6-kwiatowe wierzchotki, wzniesione do zwisających. Przysadki o długości 2–4 mm. Okwiat pojedynczy. Listki okwiatu wzniesione, podwinięte i skupione, ale nie zrośnięte, liliowe lub białe z liliowymi, podłużnymi plamkami wewnątrz gardzieli kwiatu, położone w 2 okółkach tej samej wielkości. Listki zewnętrznego okółka jajowate do trójkątnych, wewnętrznego lancetowate, o długości 1,5–4 mm. Pierścień nieobecny. Pręciki siedzące. Zalążnia jednokomorowa, z parietalnymi łożyskami.
OwoceSzeroko eliptyczne torebki, pękające podłużnie, o wielkości 3–6 mm.

## Biologia i ekologia
RozwójRośliny prawdopodobnie wieloletnie, bezzieleniowe, pasożytnicze, ziemnopączkowe. Kwitną od późnego lata do jesieni.
SiedliskoTorfowiska oraz lasy łęgowe i wyżynne, na wysokości od 0 do 100 m n.p.m.
Interakcje międzygatunkoweApteria aphylla jest pasożytem grzybów z rodzaju Glomus

## Systematyka
Pozycja rodzaju według APW (aktualizowany system APG IV z 2016)Rodzaj Apteria należy do rodziny trójżeńcowatych (Burmanniaceae), w rzędzie pochrzynowców (Dioscoreales) w obrębie kladu jednoliściennych (monocots).
Typ nomenklatorycznyHolotyp gatunku (jako Lobelia aphylla) znajduje się w Muzeum Historii Naturalnej w Londynie. Jest to okaz zielnikowy zebrany we wschodniej części Florydy przez Edmunda Sinnotta.

## Zagrożenie i ochrona
Od 1994 roku rośliny te podlegają ochronie gatunkowej w Stanach Zjednoczonych. Poziom ochrony zależy od prawa stanowego, w Alabamie gatunek ma status S2 (zagrożony), na Florydzie SNR (zagrożenie nieoszacowane), w Georgii S3 (narażony), w Luizjanie SNR, w Mississippi S4 (rzekomo bezpieczny), a w Teksasie S2. Globalnie gatunek uznany jest za zagrożony wyginięciem z uwagi na przekształcenia gruntów, fragmentację siedlisk i gospodarkę leśną.